# Дискографія Dire Straits
Дискографія британського рок-гурту Dire Straits включає 6 студійних альбомів, 3 концертні альбоми, 4 збірки, 8 відеоальбомів, 3 міні-альбоми і 25 синглів.
Дебютний альбом Dire Straits вийшов 1978 року і вже через рік колектив досягнув міжнародного визнання. На ньому гурт сформував блюзове звучання в поєднанні з такими жанрами, як рок, фолк і кантрі. У США платівка розійшлась тиражем 3 мільйони примірників, по всьому світі - приблизно 11 мільйонів. Наступний реліз, Communiqué, виданий 1979 року, очолив хіт-паради Німеччини, Нової Зеландії, Швеції, але жоден сингл з платівки не став хітом. Третій альбом  Making Movies , який вийшов у 1980 році, вважають однією з найкращих робіт в дискографії Dire Straits. Love over Gold, який вийшов 1982 року, записано в жанрі прогресивного року. Композиція «Private Investigations» досягнула великого успіху і дісталася 2 місця в британському, ізраїльському та ірландському чартах, у нідерландському та бельгійському вона посіла 1 рядок. П'ятий альбом Brothers in Arms, який вийшов 1985 року, став найуспішнішим у творчості колективу і приніс Dire Straits міжнародний успіх. Всесвітній тираж альбому становив 30 мільйонів примірників, завдяки чому він став бестселером у Великій Британії, а також протримався 14 тижнів на першій позиції в британському хіт-параді. Британська асоціація виробників фонограм присвоїла йому тринадцятиразовий платиновий статус. Сингл «Money for Nothing» очолив чарти Канади і США. Другим успішним синглом з Brothers in Arms стала пісня «Walk of Life», що досягла вершини ірландського хіт-параду. Після шестирічної перерви Dire Straits випустили останній студійний альбом On Every Street. На ньому колектив виконував пісні в стилях фолк, Рокабілі і блюз. Ця робота мала помірний успіх. а рецензенти її оцінили нижче, ніж попередню. Попри це, сингл «Calling Elvis» у хіт-парадах Бельгії, Європи, Ірландії, Норвегії та Швейцарії посів 2-ге місце.

## Студійні альбоми
| 1978                                                                          | Dire Straits - Вихід: Червень - Лейбл: Vertigo Records - Формати: LP, CS, CD, SACD, Stereo 8          | 3  | 17 | — | 2  | — | 3 | —  | —    | 1/194 | 5 | —  | —  | 225 | 3 | 2 | 10 | 6 | 2  | CA: 4х Платиновий CH: 2х Платиновий DE: Платиновий GB: 2х Платиновий США: 2х Платиновий |
| 1979                                                                          | Communiqué - Вихід: Жовтень - Лейбл: Vertigo Records - Формати: LP, CS, CD, SACD                      | 5  | 7  | 5 | 5  | — | 1 | —  | —    | 3     | 5 | 38 | 17 | —   | 3 | 1 | 2  | 1 | 11 | CA: 2х Платиновий CH: 3х Платиновий DE: Платиновий ES: Платиновий FI: Золотий FR: 2х Платиновий GB: Срібний US: Золотий |
| 1980                                                                          | Making Movies - Вихід: Жовтень - Лейбл: Vertigo Records - Формати: LP, CS, CD, SACD                   | 16 | 15 | — | 33 | — | 7 | —  | —    | 6     | 4 | —  | 1  | —   | 6 | 3 | 1  | 4 | 19 | CA: 2х Платиновий CH: Золотий DE: Золотий ES: Золотий FI: Золотий FR: Золотий GB: 2х Платиновий IT: Золотий : Платиновий |
| 1982                                                                          | Love over Gold - Вихід: 1 вересня - Лейбл: Vertigo Records - Формати: LP, CS, CD, SACD, HDCD          | 1  | 1  | 5 | 4  | — | 4 | —  | —    | 2     | 1 | —  | 1  | —   | 1 | 1 | 1  | 2 | 19 | AU: 2х Платиновий BE: Золотий CA: 2х Платиновий DE: Платиновий DK: Срібний FI: Платиновий FR: Платиновий GB: 2х Платиновий ES: Золотий IL: Срібний IT: Золотий NL: 2х Платиновий NZ: 3х Платиновий NO: Золотий SE: Золотий US: Золотий ZA: Платиновий |
| 1985                                                                          | Brothers in Arms - Вихід: 1 травня - Лейбл: Warner Bros Records - Формати: LP, CS, CD, SACD, DualDisc | 1  | 1  | — | 1  | 1 | 1 | 10 | 1/64 | 1/111 | 1 | —  | 3  | 190 | 1 | 1 | 1  | 1 | 1  | AR: Золотий AT: 4х Платиновий AU: 17х Платиновий CA: 6х Платиновий CH: Діамантовий DE: Платиновий ES: 3х Платиновий FI: 2x Платиновий FR: Діамантовий GB: 13x Платиновий HK: Платиновий IT: Золотий NZ: 24x Платиновий SE: Золотий US: 9х Платиновий  |
| 1991                                                                          | On Every Street - Вихід: 10 вересня - Лейбл: Vertigo Records - Формати: LP, CS, CD, DCC               | 1  | 1  | — | 3  | 1 | 1 | 1  | 10   | 1     | 1 | 12 | 1  | 15  | 1 | 1 | 1  | 1 | 12 | AT: Платиновий CA: Платиновий CH: 4х Платиновий DE: Платиновий ES: 4x Платиновий FI: Платиновий FR: Діамантовий GB: 2х Платиновий : Платиновий |
| Знак «—» означає, що альбом не потрапив до чарту або не виходив у цій країні. | |    |    |   |    |   |   |    |      |       |   |    |    |     |   |   |    |   |    | |

## Концертні альбоми
| 1984                                                                          | Alchemy - Вихід: Березень - Лейбл: Vertigo Records - Формати: 2xLP, CS, 2xCD, Blu-ray, ЦД | 9 | 26 | 3  | 8 | 55 | 4  | 3  | —  | — | —  | 1  | 3  | 7 | 19 | 46  | AU: Золотий CA: Золотий DE: Золотий ES: Золотий FR: Золотий GB: Платиновий US: Золотий |
| 1993                                                                          | On the Night - Вихід: Травень - Лейбл: Vertigo Records - Формати: 2xLP, CS, 2xCD, DCC     | 1 | 34 | 5  | 7 | 97 | 1  | 4  | 27 | 3 | 82 | 2  | 10 | 5 | 14 | 116 | AT: Золотий CH: Золотий ES: Платиновий FR: 2х Платиновий GB: Срібний                   |
| 1995                                                                          | Live at the BBC - Вихід: 26 червня - Лейбл: Vertigo Records - Формат: CD                  | — | —  | 45 | — | —  | 13 | 71 | —  | — | —  | 15 | —  | — | —  | —   | ES: Платиновий                                                                         |
| Знак «—» означає, що альбом не потрапив до чарту або не виходив у цій країні. |                                                                                           |   |    |    |   |    |    |    |    |   |    |    |    |   |    |     |                                                                                        |

## Збірки
| 1988                                                                          | Money for Nothing - Вихід: Жовтень - Лейбли: Vertigo Records, Phonogram Records - Формати: LP, CS, CD                                          | 3  | 3  | —     | 1  | 2  | — | —  | —    | —  | 1 | 1  | —  | —  | 2 | 60 | 4  | 2  | 3 | — | 8 | 62 | CA: Платиновий CH: 3x Платиновий DE: Платиновий ES: Платиновий FI: Золотий FR: Діамантовий GB: 4x Платиновий HK: Золотий : Платиновий |
| 1998                                                                          | Sultans of Swing: The Very Best of Dire Straits - Вихід: 10 листопада - Лейбл: Warner Bros Records - Формати: CD, HDCD                         | 4  | 5  | 3/6   | 3  | 6  | 6 | 3  | 4/44 | 1  | 1 | 6  | 10 | 10 | 3 | —  | 6  | 6  | 2 | 4 | 7 | —  | AR: Платиновий AU: Платиновий AT: Золотий BE: Платиновий BR: Платиновий CH: Платиновий DE: Золотий EU: 2x Платиновий ES: Платиновий FI: Платиновий FR: Платиновий GB: 2x Платиновий HU: Золотий NZ: Платиновий NO: Платиновий SE: Золотий |
| 2005                                                                          | The Best of Dire Straits & Mark Knopfler: Private Investigations - Вихід: 15 листопада - Лейбл: Mercury Records - Формати: 2xCD (+DVD), 2xHDCD | 35 | 44 | 14/32 | 15 | 36 | 5 | 12 | 7    | 17 | 4 | 20 | —  | 10 | — | —  | 23 | 17 | 5 | 3 | 3 | —  | AU: Платиновий BE: Платиновий DK: Платиновий EU: Платиновий ES: Платиновий GB: 2x Платиновий IE: 2х Платиновий NZ: Платиновий PT: Платиновий SE: Золотий                                                                                  |
| 2009                                                                          | Brothers in Arms + On Every Street - Вихід: Липень - Лейбл: Vertigo Records - Формат: 2xCD                                                     | —  | —  | —     | —  | —  | — | —  | —    | —  | — | —  | —  | —  | — | —  | —  | —  | — | — | — | —  | |
| Знак «—» означає, що альбом не потрапив до чарту або не виходив у цій країні. | |    |    |       |    |    |   |    |      |    |   |    |    |    |   |    |    |    |   |   |   |    | |

## Відеоальбоми
| 1984                                                                          | Alchemy Live - Вихід: - Лейбл: PolyGram, Spectrum - Формати: CDV, VHS, LD, DVD                    | 1 | 5 | 2/3 | 3 | 7 | 2 | 15 | 5 | 2 | 5 | AU: Золотий PT: Золотий                      |
| 1985                                                                          | Brothers in Arms (The Videosingles) - Вихід: - Лейбл: PolyGram - Формати: CDV, VHS                | — | — | —   | — | — | — | —  | — | — | — |                                              |
| 1987                                                                          | Twisting By the Pool - Вихід: - Лейбл: Warner Bros. Records - Формат: CDV                         | — | — | —   | — | — | — | —  | — | — | — |                                              |
| 1988                                                                          | Пalk of Life - Вихід: - Лейбл: Vertigo Records - Формат: CDV                                      | — | — | —   | — | — | — | —  | — | — | — |                                              |
| 1989                                                                          | ExtendeDancEPlay - Вихід: - Лейбл: Vertigo Records - Формат: CDV                                  | — | — | —   | — | — | — | —  | — | — | — |                                              |
| 1992                                                                          | The Videos - Вихід: - Лейбл: PolyGram - Формати: VHS, LD                                          | — | — | —   | — | — | — | —  | — | — | — |                                              |
| 1993                                                                          | On the Night - Вихід: - Лейбл: Vertigo Records - Формати: VHS, LD, DVD                            | — | — | —   | — | — | — | 6  | — | — | — | AU: Платиновий                               |
| 1999                                                                          | Sultans of Swing — The Very Best of Dire Straits - Вихід: - Лейбл: PolyGram - Формати: 2xVCD, DVD | — | — | —   | — | — | — | 4  | — | — | — | AU: 5х Платиновий BR: Платиновий GB: Золотий |
| Знак «—» означає, що альбом не потрапив до чарту або не виходив у цій країні. |                                                                                                   |   |   |     |   |   |   |    |   |   |   |                                              |

## Бокс-сети
| Рік                                                                           | Альбом                                                                                                  | Найвищі місця в чартах | Найвищі місця в чартах | Найвищі місця в чартах | Найвищі місця в чартах | Найвищі місця в чартах | Найвищі місця в чартах | Найвищі місця в чартах | Найвищі місця в чартах | Найвищі місця в чартах | Найвищі місця в чартах | Найвищі місця в чартах | Найвищі місця в чартах |
| Рік                                                                           | Альбом                                                                                                  | AU                     | AT                     | CH                     | DE                     | DK                     | FR                     | GB                     | NL                     | NZ                     | NO                     | SE                     | US                     |
| ----------------------------------------------------------------------------- | --- | ---------------------- | ---------------------- | ---------------------- | ---------------------- | ---------------------- | ---------------------- | ---------------------- | ---------------------- | ---------------------- | ---------------------- | ---------------------- | ---------------------- |
| 1991                                                                          | On Every Street - Вихід: - Лейбл: Vertigo Records - Формати: CD, CS                                     | —                      | —                      | —                      | —                      | —                      | —                      | —                      | —                      | —                      | —                      | —                      | —                      |
| 2013                                                                          | The Studio Albums 1978 — 1991 - Вихід: Листопад - Лейбли: Mercury Records, Vertigo Records - Формат: LP | —                      | —                      | —                      | 69                     | —                      | —                      | —                      | —                      | —                      | —                      | —                      | —                      |
| Знак «—» означає, що альбом не потрапив до чарту або не виходив у цій країні. | |                        |                        |                        |                        |                        |                        |                        |                        |                        |                        |                        |                        |

## Міні-альбоми
| Рік                                                                           | Альбом | Найвищі місця в чартах | Найвищі місця в чартах | Найвищі місця в чартах | Найвищі місця в чартах | Найвищі місця в чартах | Найвищі місця в чартах | Найвищі місця в чартах | Найвищі місця в чартах | Найвищі місця в чартах | Найвищі місця в чартах | Найвищі місця в чартах | Найвищі місця в чартах | Сертифікації   |
| Рік                                                                           | Альбом | AU                     | AT                     | CH                     | DE                     | DK                     | FR                     | GB                     | NL                     | NZ                     | NO                     | SE                     | US                     | Сертифікації   |
| ----------------------------------------------------------------------------- | --- | ---------------------- | ---------------------- | ---------------------- | ---------------------- | ---------------------- | ---------------------- | ---------------------- | ---------------------- | ---------------------- | ---------------------- | ---------------------- | ---------------------- | -------------- |
| 1983                                                                          | ExtendedancEPlay - Вихід: 10 січня - Лейбл: Warner Bros Records - Формати: LP, CS                          | —                      | —                      | —                      | —                      | —                      | —                      | —                      | —                      | —                      | —                      | —                      | —                      | CA: Платиновий |
| 1993                                                                          | Encores - Вихід: 10 травня - Лейбл: Vertigo Records - Формати: LP, CS, CD                                  | —                      | —                      | —                      | —                      | —                      | —                      | —                      | —                      | —                      | —                      | —                      | —                      |                |
|                                                                               | Synchronised Perfection (Спільно з Родом Стюартом і 10cc) - Вихід: - Лейбл: Mercury Records - Формат: 3xLP | —                      | —                      | —                      | —                      | —                      | —                      | —                      | —                      | —                      | —                      | —                      | —                      |                |
| Знак «—» означає, що альбом не потрапив до чарту або не виходив у цій країні. | |                        |                        |                        |                        |                        |                        |                        |                        |                        |                        |                        |                        |                |

## Сингли
| 1978                                                                          | «Sultans of Swing»                          | —  | —  | 14 | 4  | —  | 20 | — | —  | 8  | 6  | 12 | 11 | 12 | —  | —  | 4  | 47 | —  | 3 | CA: Золотий GB: Срібний | Dire Straits               |
| 1978                                                                          | «Water of Love»                             | —  | —  | —  | —  | —  | —  | — | —  | —  | —  | —  | 28 | —  | —  | —  | —  | —  | —  | — |                         | Dire Straits               |
| 1979                                                                          | «Lady Writer»                               | —  | —  | —  | 51 | —  | —  | — | —  | 51 | —  | —  | 18 | 39 | —  | —  | 45 | —  | —  | — |                         | Communiqué                 |
| 1979                                                                          | «Once Upon a Time In the West»              | —  | —  | —  | —  | —  | —  | — | —  | —  | —  | —  | —  | —  | —  | —  | —  | —  | —  | — |                         | Communiqué                 |
| 1980                                                                          | «Romeo and Juliet»                          | —  | —  | —  | —  | —  | —  | — | —  | 8  | 5  | —  | —  | —  | —  | —  | —  | —  | —  | — | IT: Золотий             | Making Movies              |
| 1980                                                                          | «Tunnel of Love»                            | —  | —  | —  | —  | —  | 44 | — | —  | 54 | —  | 31 | 28 | —  | —  | —  | —  | —  | —  | — |                         | Making Movies              |
| 1980                                                                          | «Skateaway»                                 | —  | —  | —  | —  | —  | —  | — | —  | 37 | 17 | —  | —  | 47 | —  | —  | 58 | —  | —  | — |                         | Making Movies              |
| 1982                                                                          | «Private Investigations»                    | —  | 19 | 1  | —  | 4  | —  | — | —  | 2  | 2  | 15 | 1  | 16 | —  | —  | —  | —  | —  | — | GB: Срібний             | Love over Gold             |
| 1982                                                                          | «Industrial Disease»                        | —  | —  | —  | 10 | —  | —  | — | —  | —  | —  | —  | —  | —  | —  | —  | 75 | —  | —  | — |                         | Love over Gold             |
| 1983                                                                          | «Twisting By the Pool»                      | —  | —  | 6  | 18 | 11 | 31 | — | —  | 14 | 13 | —  | 6  | 1  | 6  | 13 | —  | —  | —  | — |                         | ExtendedancEPlay           |
| 1983                                                                          | «If I Had You»                              | —  | —  | —  | —  | —  | —  | — | —  | —  | —  | —  | —  | —  | 9  | —  | —  | —  | —  | — |                         | ExtendedancEPlay           |
| 1984                                                                          | «Love Over Gold (Live) / Solid Rock (Live)» | —  | —  | —  | —  | —  | —  | — | —  | 50 | —  | —  | 43 | 29 | —  | —  | —  | —  | —  | — |                         | Alchemy: Dire Straits Live |
| 1985                                                                          | «So Far Away»                               | —  | —  | 21 | 24 | 6  | —  | — | —  | 20 | 14 | 33 | 23 | 25 | 4  | 7  | 19 | 3  | —  | 5 |                         | Brothers in Arms           |
| 1985                                                                          | «Money for Nothing»                         | 4  | 7  | 38 | 1  | 22 | 19 | — | 34 | 4  | 6  | —  | 35 | 4  | —  | —  | 1  | —  | —  | — | CA: Золотий GB: Срібний | Brothers in Arms           |
| 1985                                                                          | «Brothers in Arms»                          | —  | —  | —  | —  | —  | —  | — | —  | 16 | 10 | —  | 59 | 5  | —  | —  | —  | —  | —  | — |                         | Brothers in Arms           |
| 1985                                                                          | «Walk of Life»                              | —  | 18 | 32 | 7  | 24 | 15 | — | —  | 2  | 1  | —  | 17 | 3  | —  | —  | 7  | 4  | —  | 2 |                         | Brothers in Arms           |
| 1985                                                                          | «Your Latest Trick»                         | —  | —  | —  | —  | —  | —  | — | —  | 26 | 6  | —  | —  | 47 | —  | —  | —  | —  | —  | — |                         | Brothers in Arms           |
| 1986                                                                          | «Why Worry»                                 | —  | —  | —  | —  | —  | —  | — | —  | —  | —  | —  | —  | —  | —  | —  | —  | —  | —  | — |                         | Brothers in Arms           |
| 1991                                                                          | «Calling Elvis»                             | 8  | 8  | 2  | 4  | 2  | 8  | 3 | 7  | 21 | 2  | 3  | 4  | 9  | 2  | 6  | —  | —  | 25 | — |                         | On Every Street            |
| 1991                                                                          | «Heavy Fuel»                                | 26 | —  | 19 | 53 | —  | 48 | — | 32 | 55 | —  | 22 | 25 | 34 | —  | —  | —  | —  | 22 | — |                         | On Every Street            |
| 1991                                                                          | «Ticket to Heaven»                          | —  | —  | —  | —  | —  | —  | — | —  | —  | —  | —  | 43 | —  | —  | —  | —  | —  | —  | — |                         | On Every Street            |
| 1992                                                                          | «On Every Street»                           | —  | —  | —  | —  | —  | —  | — | 23 | 42 | —  | —  | 42 | —  | —  | —  | —  | —  | —  | — |                         | On Every Street            |
| 1992                                                                          | «The Bug»                                   | —  | —  | 36 | 25 | —  | 52 | — | 44 | 67 | —  | 24 | —  | —  | —  | —  | —  | —  | —  | — |                         | On Every Street            |
| 1992                                                                          | «You and Your Friend»                       | —  | —  | —  | —  | —  | —  | — | 49 | —  | —  | —  | 62 | —  | —  | —  | —  | —  | —  | — |                         | On Every Street            |
| 1993                                                                          | «Encores»                                   | 47 | 19 | 18 | —  | 20 | 34 | 3 | 1  | 31 | —  | —  | 3  | —  | 10 | —  | —  | —  | —  | — |                         | On the Night               |
| Знак «—» означає, що альбом не потрапив до чарту або не виходив у цій країні. |                                             |    |    |    |    |    |    |   |    |    |    |    |    |    |    |    |    |    |    |   |                         |                            |

## Інші видання
| Рік                                                                           | Альбом | Найвищі місця в чартах | Найвищі місця в чартах | Найвищі місця в чартах | Найвищі місця в чартах | Найвищі місця в чартах | Найвищі місця в чартах | Найвищі місця в чартах | Найвищі місця в чартах | Найвищі місця в чартах | Найвищі місця в чартах | Найвищі місця в чартах | Найвищі місця в чартах |
| Рік                                                                           | Альбом | AU                     | AT                     | CH                     | DE                     | DK                     | FR                     | GB                     | NL                     | NZ                     | NO                     | SE                     | US                     |
| ----------------------------------------------------------------------------- | --- | ---------------------- | ---------------------- | ---------------------- | ---------------------- | ---------------------- | ---------------------- | ---------------------- | ---------------------- | ---------------------- | ---------------------- | ---------------------- | ---------------------- |
| 1981                                                                          | The King Biscuit Flower Hour 2/1/81 (спільно з Thin Lizzy) - Вихід: 1 лютого - Лейбл: Невідомий - Формат: LP | —                      | —                      | —                      | —                      | —                      | —                      | —                      | —                      | —                      | —                      | —                      | —                      |
| 2005                                                                          | Flashing for Money (спільно з Deep Dish) - Вихід: - Лейбл: Absolute Sound - Формати: LP, CD                  | —                      | —                      | —                      | —                      | —                      | 48                     | —                      | —                      | —                      | —                      | —                      | —                      |
| 2005                                                                          | Say Hello (спільно з Deep Dish) - Вихід: - Лейбл: Happy Music - Формати: LP, CD                              | —                      | —                      | —                      | —                      | —                      | —                      | —                      | —                      | —                      | —                      | —                      | —                      |
| Знак «—» означає, що альбом не потрапив до чарту або не виходив у цій країні. | |                        |                        |                        |                        |                        |                        |                        |                        |                        |                        |                        |                        |

## Відеокліпи
Цей список складено на основі інформації сайту mvdbase.com.
| Рік  | Пісня                          | Режисер(и)                                     |
| ---- | ------------------------------ | ---------------------------------------------- |
|      | «Wild West End»                |                                                |
| 1979 | «Sultans of Swing» (Live)      |                                                |
| 1979 | «Once Upon a Time In the West» |                                                |
| 1980 | «Solid Rock»                   |                                                |
| 1980 | «Tunnel of Love»               | Лестер Букбіндер                               |
| 1980 | «Skateaway»                    | Лестер Букбіндер                               |
| 1981 | «Romeo and Juliet»             | Лестер Букбіндер                               |
| 1982 | «Love over Gold»               | Пітер Сінклер                                  |
| 1982 | «Private Investigations»       | Тоні Папа (Версія 1), Роджер Лайонс (Версія 2) |
| 1983 | «Twisting By the Pool»         | Пітер Сінклер                                  |
| 1985 | «Money for Nothing»            | Стів Беррон (Версія 2)                         |
| 1985 | «Walk of Life»                 | Стівен Р. Джонсон (Версія 1)                   |
| 1985 | «Brothers in Arms»             | Білл Метер                                     |
| 1986 | «So Far Away»                  | Пітер Корніш                                   |
| 1990 | «Money for Nothing» (Live)     |                                                |
| 1991 | «Calling Elvis»                | Стів Біррон                                    |
| 1991 | «Heavy Fuel»                   | Стів Біррон                                    |
| 1992 | «The Bug»                      | Стівен Джонсон                                 |
| 1993 | «Your Latest Trick» (Live)     |                                                |

## Саундтреки
| Рік  | Матеріал              | Альбом                                     | Пісня              |
| ---- | --------------------- | ------------------------------------------ | ------------------ |
| 1981 | Riding High           | Riding High — The Original Film Soundtrack | «Solid Rock»       |
| 1982 | «Офіцер і джентльмен» | An Officer and a Gentleman                 | «Tunnel of Love»   |
| 1986 | Conspiracy of Hope    | Conspiracy of Hope                         | «Brothers in Arms» |
| 1991 | «Маріо»               | Nintendo — White Knuckle Scorin’           | «Iron Hand»        |